# Laramière
Laramière é uma comuna francesa na região administrativa de Occitânia, no departamento de Lot. Estende-se por uma área de 22,08 km². Em 2010 a comuna tinha 363 habitantes (densidade: 16,4 hab./km²).